# Les Aventures du capitaine Hatteras
Les Aventures du capitaine Hatteras est un roman de Jules Verne, paru en 1866 dans sa forme définitive. Il s’agit d’un roman d'aventures qui relate une expédition vers le pôle Nord.

## Historique
Le roman paraît en feuilleton dès le premier numéro du Magasin d'éducation et de récréation en deux parties : Les Anglais au Pôle Nord est publié du 20 mars 1864 au 20 février 1865 ; Le Désert de glace, du 5 mars au 5 décembre 1865.
La grande édition in 8o est mise en vente à partir du 26 novembre 1866, sous le titre Voyages et Aventures du capitaine Hatteras. Les cent cinquante vignettes qui illustrent le volume sont dues à Édouard Riou.

## Différentes versions
En 1855, Jules Verne publie une nouvelle intitulée Un hivernage dans les glaces dans le Musée des familles. Elle comporte certains éléments qui figureront plus tard dans le roman. Une premiere édition paraît sous forme de feuilleton dans le bimensuel Magasin d'éducation et de récréation à partir de mars 1864, dans le premier numéro de ce magazine. Une version remaniée, sous forme de deux romans séparés, Les Anglais au pôle Nord et Le Désert de glace, paraît dans une édition in-18 le 20 mars 1864 et le 5 mars 1865. Les illustrations d’Édouard Riou sont rajoutées et le roman est réédité en novembre 1866.

## Sources documentaires
Les descriptions des paysages arctiques, les techniques de navigation dans les glaces, les méthodes d'exploration polaire (telles que pratiquée au milieu du XIXe siècle), l'étendue des connaissances géographiques sur cette région du globe encore très mal connue à l'époque, ont été puisées par Jules Verne aux meilleures sources et rendent une puissante impression de réalisme.
Ce n'est pas un hasard : Verne a eu accès à des informations de première main.
En 1845, l'expédition britannique commandée par sir John Franklin avait disparu sans retour en tentant de franchir le passage du Nord-Ouest. Dans les dix années qui suivirent, l'amirauté britannique, aiguillonnée par des mouvements de presse et d'opinion, impulsés par la veuve de Franklin, lança plus de quinze navires à la recherche de l'expédition disparue, dont ses deux navires les HMS Erebus et HMS Terror. L'amirauté française en place sous la Monarchie de Juillet, puis sous le Second Empire souhaita que des officiers de marine français soient associés à ces expéditions de recherche, qui, bien que coûteuses et infructueuses (les restes de l'expédition Franklin seront découverts fortuitement par un médecin attaché à la compagnie de la Baie d'Hudson, le docteur James Rae), permirent néanmoins de cartographier assez précisément le passage du Nord-Ouest grâce à des explorateurs efficaces et courageux comme Robert Le Mesurier McClure et Francis McClintock.
C'est ainsi que l'aspirant René Bellot embarqua successivement à bord du Prince Albert puis du HMS Phénix (capitaine Inglefield). Il se distingua au cours de nombreuses expéditions en traîneau sur la banquise lors des hivernages auxquels étaient contraints les navires à voile bloqués par la glace, et trouva la mort en tombant dans une crevasse entre deux blocs de glace. Son nom reste attaché au détroit de Bellot, importante voie de communication du passage du Nord-Ouest, que le navire fictif de l'expédition Hatteras, le Forward, emprunte lors de son périple vers le pôle Nord. Un personnage de l'expédition Hatteras est même donné comme un ancien compagnon de voyage de René Bellot qu'il évoque avec admiration.
Un autre jeune officier de marine, Emile Frédéric de Bray, de trois ans plus jeune que Bellot, aussi athlétique, jovial et bon vivant que Bellot était mince et de sensibilité romantique, embarque sur le HMS Resolute (capitaine Henry Kellett) ; il sera également un brillant explorateur polaire avant de faire une carrière distinguée dans la marine du Second Empire.
Le navire de Kellett, pris dans les glaces puis abandonné par son équipage, naviguera sur plus de 1 000 nautiques (1 900 km) comme un vaisseau fantôme avant d'être récupéré par des baleiniers américains et solennellement restitué par le gouvernement américain à la Reine Victoria. Emile de Bray se liera d'amitié avec Jules Verne et lui remettra son journal de bord personnel, ainsi que la correspondance échangée entre lui et René Bellot, autorisant Verne à puiser à sa guise dans cette source d'information.
Des passages entiers du journal de de Bray (notamment descriptions d'aurores boréales, méthodes de construction d'igloos, méthode de voyage en traîneau à chiens, etc.) se retrouvent dans le livre de Jules Verne.

## Résumé

### Les Anglais au pôle Nord

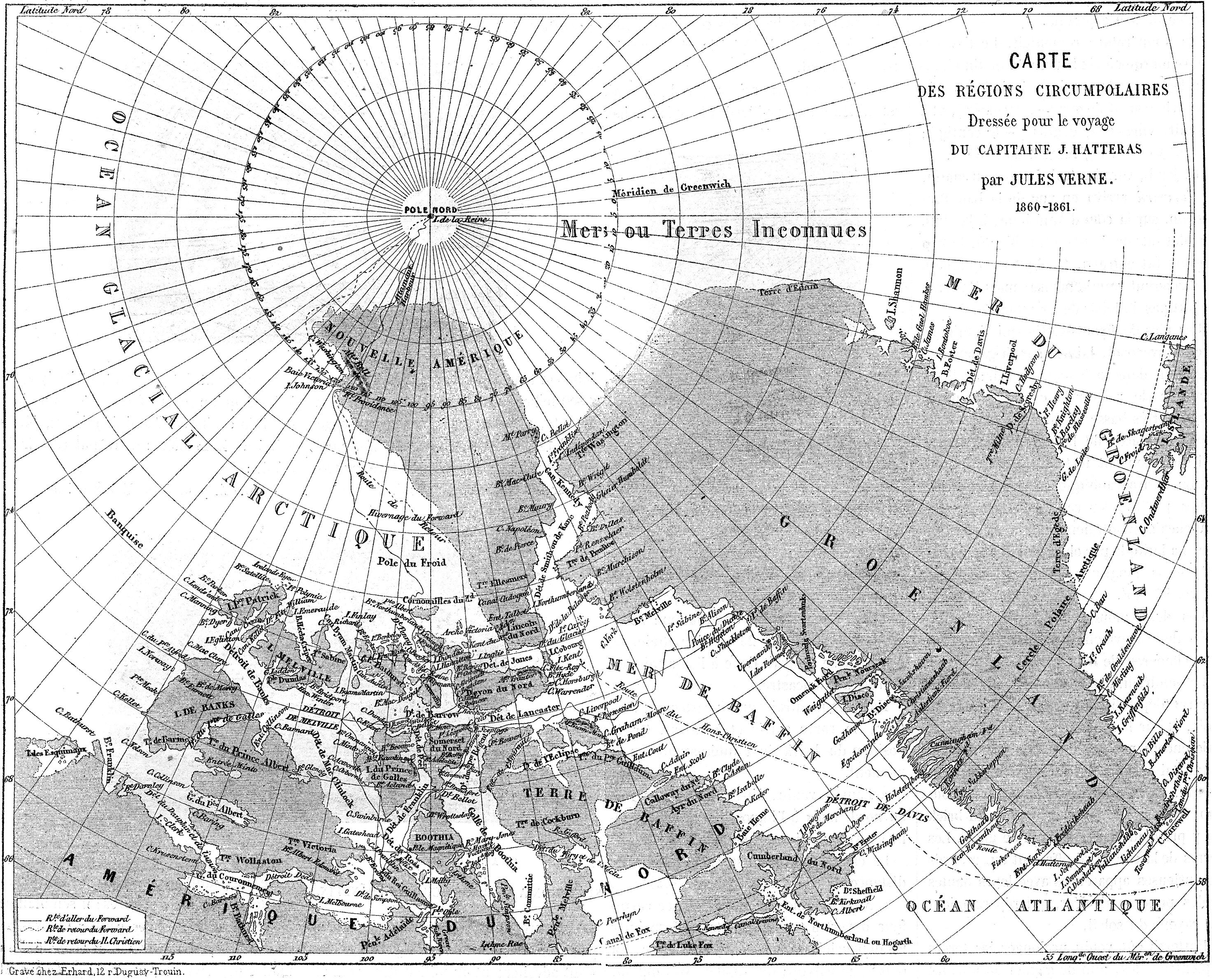
Carte du trajet de l'expédition du Capitaine Hatteras.

À Liverpool, un brick, le Forward (en français : En avant) attire la curiosité de tous : il est visiblement conçu pour les mers polaires, mais de nombreux détails dans sa construction intriguent. De plus, les marins sont très bien payés, mais ils ignorent la destination du bateau ; en outre, celui-ci emporte une énorme quantité de poudre, mais peu d'armes. Le capitaine est absent et inconnu, et c'est le second en titre, Shandon, qui en joue le rôle. Un chien est déjà présent sur le bateau et attire la curiosité de l'équipage.
Le médecin Clawbonny arrive sur le bateau (chapitre III), mais il n'en sait pas plus que tous les autres. Il a été contacté par lettre uniquement. Cela ne l'inquiète pas, car il est avide d'expériences nouvelles.
Une première lettre apportée par le chien indique la première étape du bateau : la baie de Melville au Groenland (chapitre IV). Le bateau part (chapitre V). Ensuite, le docteur Clawbonny décrit les précédentes explorations des régions polaires de 970 à 1845. Le bateau passe par la côte ouest du Groenland, longeant l'île de Disko (chapitre VII). L'équipage récrimine : il n'est pas possible de boire de l'alcool ; de plus, le chien paraît bien étrange (chapitre VIII).
Une lettre apparaît mystérieusement, provenant du capitaine inconnu (chapitre IX) ; elle indique l'étape suivante : poursuivre au nord de la baie de Melville et s'engager dans le détroit de Smith. Le bateau fait escale à Upernavik (orthographié Uppernawik dans le livre de Jules Verne), « établissement le plus septentrional que possède le Danemark sur ces côtes » chez les Esquimaux. Des membres de l'équipage tentent de noyer le chien ; par suite d'une illusion d'optique liée à la réfraction, il réapparaît sous la forme temporaire d'un géant, provoquant l'effroi de l'équipage (chapitre X).
Un iceberg menace le navire, le vrai capitaine apparaît enfin et sauve le navire d'un danger immédiat. Il s'appelle Hatteras et son but est d'atteindre le pôle Nord géographique, pour la gloire de l'Angleterre (chapitre XII) ; on apprend aussi le nom du chien : Duk. Un iceberg bloque le passage ; il est disloqué par des explosions de poudre à canon. Le détroit de Smith étant pris par les glaces, Haterras décide de passer par le détroit de Lancaster, à l'ouest de la mer de Baffin, pour ensuite remonter vers le nord pour atteindre une hypothétique mer libre du pôle (chapitre XIII).
Hatteras essaye vainement d'atteindre l'île Beechey pour ensuite se frayer un chemin vers le nord. Il se résout à faire escale à Port Leopold avant de s'engager vers le sud dans le canal du Prince-Régent (chapitre XV). Le capitaine s'engage ensuite résolument vers l'ouest dans le détroit de Bellot, par un temps épouvantable. Mais la route du nord reste obstinément bloquée et le Forward est forcé de descendre le détroit de Franklin (en) vers le sud.
L'expédition atteint le pôle Nord magnétique, situé alors sur la côte sud-ouest de la péninsule Boothia, mais ce n'est intéressant que pour le médecin Clawbonny : « Comme vous le voyez, il n'y a pas la moindre montagne capable d'attirer les vaisseaux, de leur arracher leur fer, ancre par ancre, et vos souliers eux-mêmes sont aussi libres qu'en tout autre point du globe. » (chapitre XVI). Arrivé aux abords de l'île du Roi-Guillaume, les conditions s'améliorent et le capitaine est enfin en mesure de remettre la cap au nord pour longer la côte occidentale de l'île du Prince-de-Galles (chap. XVIII). Haterras dépense sans compter ses ressources en nourriture et charbon, remontant vers le nord à toute vapeur, comptant toujours se ravitailler à l'île Beechey. L'expédition atteint bientôt le détroit du Vicomte-Melville (appelé « canal de Melville » ou « baie de Melville » dans le livre), où le cap est mis à l'est.
Alors que l'équipage chasse une baleine, celle-ci est écrasée entre deux icebergs. Ceci illustre l'extrême danger permanent (chapitre XIX). L'expédition dépasse le cap Dundas, à l'extrêmité nord-ouest de île du Prince-de-Galles, traverse le détroit de Barrow et atteint enfin l'île Beechey où elle pensait trouver des réserves de combustible, mais les esquimaux ont pillé ces réserves. Le maître d'équipage Johnson relate la mort du lieutenant Bellot dans une expédition précédente ; c'était un officier très estimé par ses hommes, mort courageusement dans un accident en faisant son devoir. Nullement découragé par la pénurie de charbon, le capitaine Hatteras décide de continuer à la voile vers le nord, via le détroit de Wellington.
Le brick remonte péniblement le détroit de Wellington, jusqu'à ce qu'il soit nécessaire de remettre la vapeur, ce qui provoque la mutinerie de l'équipage, qui craint de ne pas avoir assez de charbon pendant l'hivernage qui se profile. Haterras mate la mutinerie et le Forward atteint le nord de la péninsule de Grinnell, dans la baie de Northumberland, où le brick est bloqué par les glaces et contraint d'y rester jusqu'à ce qu'un passage se dégage (chapitre XXII).
Arrivé aux abords de l'île Table, le brick Forward est soulevé par les glaces et dérive avec elles pendant sept jours, pour s'échouer finalement dans une région inexplorée avec de la glace à perte de vue, par 78°15' de latitude nord, proche du pôle du froid. Il est maintenant temps de préparer l'hivernage dans ces conditions particulièrement difficiles (chapitre XXIII). Trompé par une illusion d'optique, le médecin tue un renard alors qu'il croyait tirer sur un ours. Le renard s'avère porter un collier datant d'une précédente expédition en 1848, douze ans auparavant (chapitre XXV). Le chapitre suivant (XXVI) décrit les conditions de vie dans le bateau immobilisé et l'apparition du scorbut. Comme il n'y a plus de combustible, l'équipage veut commencer à démanteler le bateau pour en brûler des morceaux. C'est un coup terrible pour le capitaine Hatteras qui doit laisser faire. Le navire continue à dériver vers le Nord (chapitre XXVII).
Le capitaine Hatteras part en traîneau à chiens pour une expédition de 250 milles, afin d'atteindre un gisement de charbon ; ses compagnons sont le médecin Clawbonny, deux hommes d'équipage, Bell et Simpson, et le chien Duk (chapitre XXVIII). Après bien des péripéties, un problème plus grave se produit : Simpson est gravement malade, puis il meurt en maudissant le capitaine Hatteras (chapitre XXXI). En voulant l'enterrer, les trois survivants découvrent que des hommes se trouvent sous leurs pieds, qui viennent d'être ensevelis vivants ; l'un d'eux est encore vivant. Il s'agissait d'une expédition américaine.
Ils reviennent au brick Forward, sans le charbon espéré ; de plus, en arrivant, ils découvrent que l'équipage s'est mutiné, a mis le feu au navire et est reparti vers le Sud. Il ne reste plus que le fidèle maître d'équipage Johnson.

### Le désert de glace
Le Forward ayant brûlé et finalement explosé, il ne reste que quelques semaines de ressources en chauffage et nourriture aux naufragés, qui ne peuvent imaginer de rester sur place. Hatteras est résolu d'aller vers le pôle, qu'il imagine peut-être plus tempéré et même habité. Ses compagnons imaginent une longue marche vers la côte où ils pourraient trouver d'hypothétiques baleiniers ou tribus d'esquimaux. Au moment de tension maximale, le rescapé, l'Américain Altamont, arrive à prononcer quelques mots : le Porpoise, son bateau que lui et son équipage avaient abandonné avant de trouver la mort, est naufragé vers le nord avec à bord de grandes quantités de ressources. La prochaine étape de l'expédition est trouvée.
Le voyage vers le Porpoise bénéficie d'une météo favorable, malgré le froid intense. Cependant, une semaine avant la date prévue d'arrivée, l'expédition est à bout de forces, de munitions et de nourriture. Un ours affamé rôde depuis quelques jours, mais comment l'abattre sans munitions ? Une idée extraordinaire sauve la situation : la température est tellement basse que le mercure du thermomètre passe à l'état solide et donne juste assez de métal pour forger une ultime balle de fusil. Hatteras se charge du tir décisif et tue l'ours qui fournit amplement assez de nourriture aux hommes et aux chiens pour atteindre le Porpoise.
Avec les ressources de l'épave, les voyageurs s'établissent dans une vaste et confortable maison de glace, imaginée par le Dr Clawbonny. Un phare est même établi sur un pic proche. Le capitaine Altamont s'est rétabli, mais une sourde hostilité s'installe entre l'Américain et le capitaine Hatteras. Le Porpoise semble s'être échoué sur une vaste île inconnue que l'Américain baptise Nouvelle Amérique, au grand dam d'Hatteras qui est obligé de reconnaître la priorité d'Altamont.
Le printemps arrive. Lors d'une chasse aux bœufs musqués, le capitaine Altamont sauve la vie du capitaine Hatteras, bien qu'il soit son rival ; celui-ci lui en est reconnaissant et reconnaît la valeur d'Altamont. Les cœurs s'ouvrent et Altamont admet qu'il n'avait pas eu l'idée d'aller jusqu'au pôle, et qu'il n'est pas le rival d'Hatteras. Celui-ci lui propose tout de même de conquérir conjointement le pôle, et les hommes repartent vers le nord par le terre, traînant une chaloupe fabriquée à partir des débris du Porpoise. Le pôle n'est plus qu'à environ un mois de voyage.
L'expédition arrive à une mer libre de glace et embarque vers le pôle. Bientôt ils arrivent en vue de l'île où se trouve le pôle Nord. Celui-ci s'avère se trouver précisément dans le cratère d'un volcan. Une tempête survient, durant laquelle le capitaine Hatteras est projeté par-dessus bord et disparaît. Fous d'inquiétude, les explorateurs débarquent sur l'île et ont le bonheur de retrouver le capitaine vivant, qui profite de sa priorité pour baptiser l'île L'île de la Reine. Mais Hatteras n'est toujours pas comblé, il tient absolument à explorer le point précis du pôle, le cratère du volcan, à l'effarement de ses compagnons. Bravant mille dangers, il y parvient, il survit mais devient fou : « Son âme est restée au sommet du volcan » diagnostique le Dr Clawbonny. Le voyage de retour est décrit rapidement par Jules Verne ; son fait le plus marquant est la découverte d'un charnier de cadavres d'hommes qui s'étaient entre-dévorés : ce sont les déserteurs du Forward qui n'ont pas survécu à leur trahison.
À la fin du roman, Hatteras est toujours fou, soigné par le médecin Clawbonny. Le chien Duk, lui, est toujours entièrement dévoué ; jusqu'à la dernière phrase du livre, le capitaine Hatteras est obsédé par le pôle Nord. En effet, même à l'hôpital où il est interné, il effectue tous les jours la même promenade, du Sud vers le Nord.

## Points scientifiques abordés

### Théorie de la mer polaire libre de glace
Ce roman est en partie basé sur l'hypothèse d'une mer polaire libre de glace. Historiquement, le géographe August Petermann fut le principal tenant de cette théorie, qui influença certaines expéditions de 1853 à 1876. Longtemps, on a cru que le pôle Nord avait été atteint en avril 1909 par l'expédition de Robert Peary, qui dit avoir parcouru la banquise en traîneau jusqu'au but. En réalité, l'océan Arctique est toujours pris par les glaces au pôle, même en été.
En fait, le pôle Nord ne fut atteint qu'en 1926 par Roald Amundsen et Umberto Nobile, qui l'ont survolé en dirigeable, et par la voie de terre pas avant 1969 par le britannique Wally Herbert en traîneau à chiens. Au chapitre XXIV de la deuxième partie de son ouvrage, Jules Verne reconnaît indirectement que le pôle Nord n'est pas près d'être atteint : il estime probable que le centre de l'Afrique et celui de l'Australie seront atteints avant le pôle Nord.

### Groenland, «Terre verte» auXesiècle
Jules Verne indique (chapitre VII de la première partie) que, suivant les chroniqueurs islandais, il y avait 200 villages florissants vers l'an mil au Groenland (le « pays vert », alors cultivé). Aujourd'hui, cette théorie reste d'actualité : les scientifiques pensent qu'il y a eu un réchauffement temporaire du Groenland qui a permis à des villages de se développer.

### Cercle parhélique

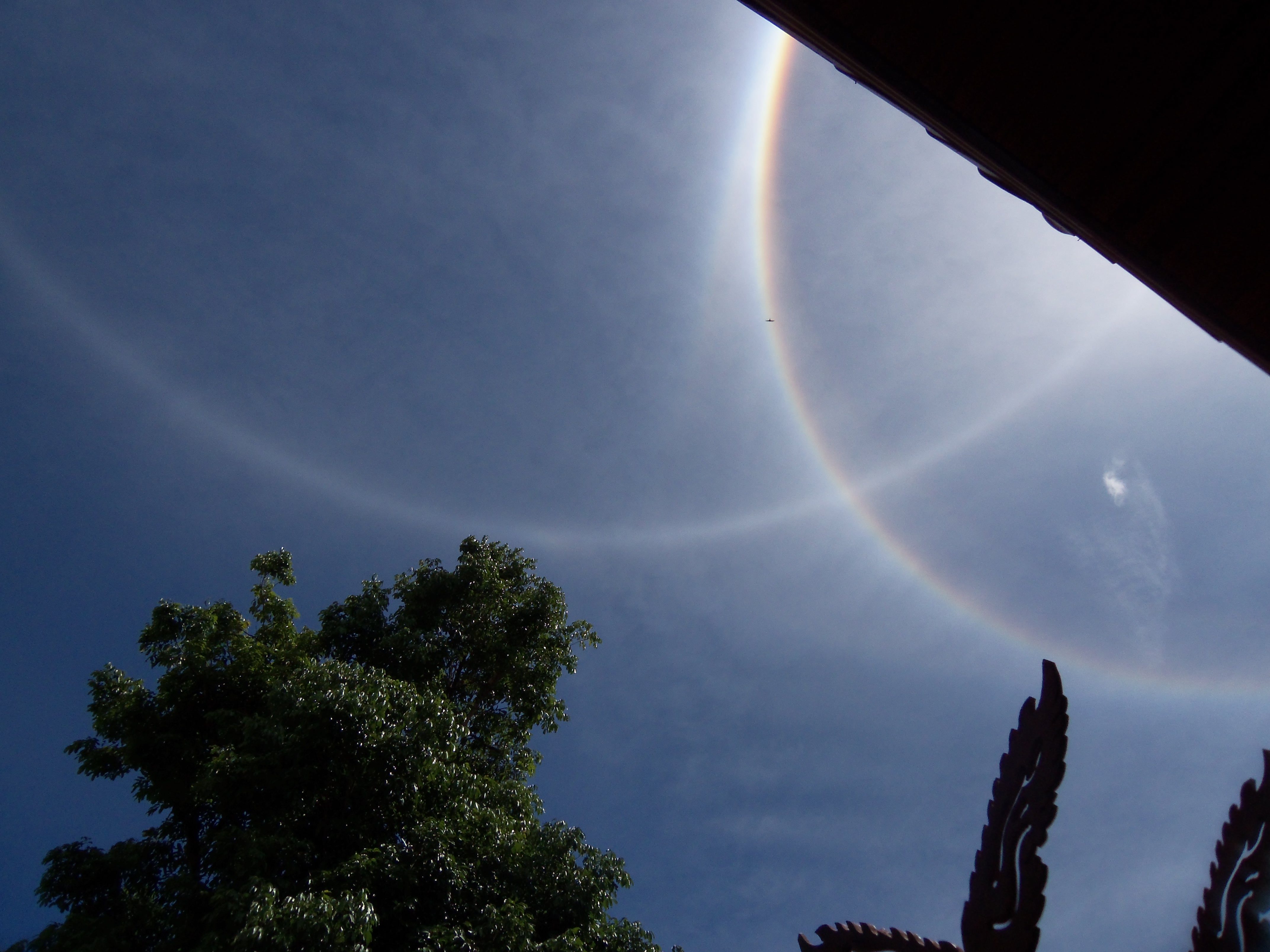
Deux cercles parhéliques.

L'expédition est témoin d'un phénomène optique dû aux cristaux de glace en suspension dans l’atmosphère : deux cercles parhéliques entrecroisés, à l'issue de la traversée du détroit de Bellot (chap. XVI).

## Personnages

### Le chien Duk, ledog-captain
Le chien Duk est le personnage le plus original de ce roman ; il est beaucoup plus présent que le capitaine Hatteras. D'innombrables anecdotes originales sur ce chien illustrent le roman. Plusieurs des vignettes de Riou le concernent : l'une d'elles en particulier, au chapitre VIII, représente une vision onirique où le chien tient la barre du navire. C'est le médecin Clawbonny qui se montre le plus affectueux avec lui, mais il est avant tout totalement fidèle au capitaine Hatteras, et seulement ensuite au groupe.
Les autres chiens dans les livres de Jules Verne ne jouent qu'un rôle mineur : Top dans L'Île mystérieuse et Zol dans Les Naufragés du « Jonathan ».

### Le médecin Clawbonny

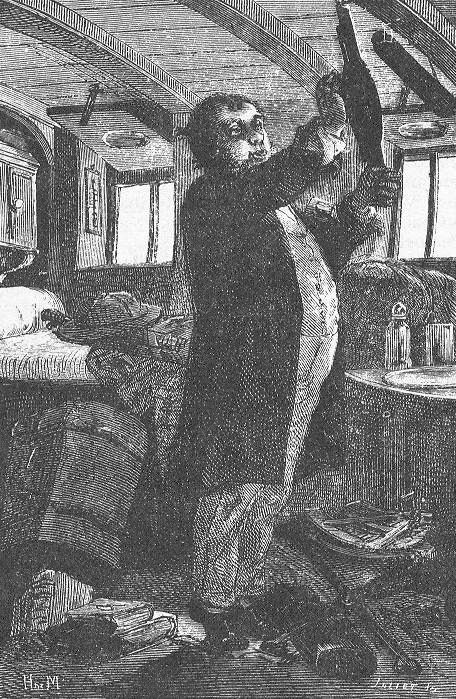
Le Dr Clawbonny

Le médecin Clawbonny, nom emprunté au récit de James Fenimore Cooper À bord et à terre, présente des traits communs avec de nombreux autres personnages de Jules Verne : c'est un savant distrait, mais d'une culture encyclopédique. Il est la source de nombreuses anecdotes amusantes : « La classe des animaux articulés, ordre des diptères, famille des culicides, division des nématocères, fut représentée par un simple moustique, un seul, dont le docteur eut la joie de s'emparer après avoir subi ses morsures. » (chapitre XX de la première partie).
On retrouve les différents traits de caractère du médecin Clawbonny à de multiples reprises dans l'œuvre de Jules Verne, par exemple, dans le naturaliste Aronnax de Vingt mille lieues sous les mers ou le géographe Paganel de Les Enfants du capitaine Grant.
Un de ces traits est plus rare dans les romans de Jules Verne : Clawbonny essaie d'éviter les disputes entre l'Anglais Hatteras et l'Américain Altamont, il tente de détourner la conversation lorsqu'un sujet trop brûlant est abordé.

### L'Anglais John Hatteras

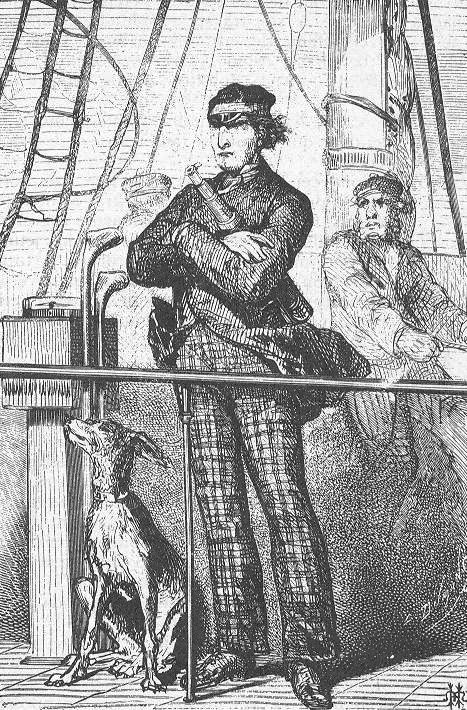
Le capitaine Hatteras et son chien Duk.

Personnage éponyme du roman, il est pourtant souvent relégué au second plan. Doté d'une volonté de fer, il est anglais et fier de l'être. Jules Verne le présente au chapitre XII de la première partie : « Si je n'étais anglais (…), je voudrais être anglais. » (chapitre XII). « Un caractère à ne jamais reculer, et prêt à jouer la vie des autres avec autant de conviction que la sienne. » Il a la même devise que l'amiral Nelson : « L'Angleterre attend que chacun fasse son devoir », (England expects every man to do his duty.) Le but du capitaine Hatteras est que la première expédition à atteindre le pôle Nord soit indiscutablement anglaise. C'est la cause de nombreuses disputes avec l'Américain Altamont, un membre de l'expédition dans la deuxième partie du roman.
Malgré son caractère intransigeant, le capitaine Hatteras peut ressentir des sentiments humains :
- Il n'est pas imperturbable devant la souffrance humaine.
- Dans la version finale du livre, lorsque l'Américain Altamont, son rival, lui sauve la vie, il éprouve une reconnaissance sincère.

Dans le manuscrit initial, Verne faisait mourir Hatteras en atteignant le pôle Nord, mais, influencé peut-être par Hetzel, il choisit une autre fin : Hatteras atteint le pôle Nord, mais devient fou. Même dans sa folie, jusqu'à la dernière phrase du livre, le capitaine Hatteras est obsédé par le pôle Nord.

### L'Américain Altamont, rival du capitaine Hatteras
Il dirigeait une expédition américaine. Il est le seul survivant de cette expédition. Enfoui sous la neige, il a été sauvé de justesse par le médecin Clawbonny et ses compagnons à la fin de la première partie Les Anglais au pôle Nord.
C'est l'un des personnages principaux de la deuxième partie Le désert de glace : il est un membre de l'expédition, le capitaine Hatteras le ressent comme un rival car il est américain. Au début, le capitaine Altamont cache le fait qu'il était membre d'une expédition américaine vers le pôle Nord. Les disputes de Hatteras avec Altamont sont parfois puériles : si l'expédition utilise les débris d'un bateau américain pour atteindre le pôle Nord, Hatteras redoute que l'expédition soit considérée comme américaine.

### Shandon, le second du bateau, devenu un traître
Ce personnage n'est présent qu'au début de la première partie Les Anglais au pôle Nord. Il est d'abord le capitaine du navire, puis Hatteras le devient et il n'est plus que second. Il prend cela très mal ; Hatteras est bien conscient qu'il s'est mis à dos son second. Lorsque les conditions de vie deviennent trop dures et que le capitaine Hatteras est parti en expédition durant plusieurs jours, il se mutine avec la plus grande partie de l'équipage et tente avec eux le retour.
À la fin du livre, il s'avère que lui et ses compagnons ont subi une juste punition : affamés, ils ont eu recours à l'anthropophagie, mais ils sont tous morts. Le thème de l'anthropophagie est fréquent chez Jules Verne, soit qu'elle concerne des occidentaux confrontés sans espoir à la faim dans un milieu hostile, soit qu'elle fasse partie des coutumes des « sauvages ».

## Curiosités parascientifiques

### Lèpre et régime alimentaire
Une phrase assez curieuse de Jules Verne est sans doute représentative[réf. nécessaire] de l'opinion de certains de ses contemporains sur la lèpre (chapitre X) : « Comme chez tous les peuples ichtyophages, la lèpre les rongeait en partie, mais ils ne s'en portaient pas plus mal pour cela. »

### Records de température supportables par l'homme
Dans un passage du livre (chapitre IX de la deuxième partie), Jules Verne relate une série de records de température élevée supportée par l'homme. Ce passage est peu crédible pour un lecteur moderne, mais reste frappant :
« Des filles de service au four banal de la ville de La Rochefoucauld, en France, pouvaient rester dix minutes dans ce four, pendant que la température s'y trouvait à trois cents degrés (+132 degrés Celsius), c'est-à-dire supérieure de quatre-vingt-neuf degrés à l'eau bouillante, et tandis qu'autour d'elles des pommes et de la viande grillaient parfaitement. – Quelles filles ! »
La citation précédente est suivie par le même type de record, établi cette fois-ci par un Anglais, à la grande déception d'Altamont.
Le dernier exemple concerne les records établis pour l'eau bouillante : « Le duc de Raguse et le docteur Jung, un Français et un Autrichien, virent un Turc se plonger dans un bain qui marquait 170° (+78 degrés Celsius). […] Il fallait que ce Turc fût un homme peu ordinaire pour supporter une chaleur pareille ! »

## Thèmes abordés dans le roman
- L'exploration de terres inconnues et la conquête du pôle Nord, l'unique obsession du capitaine Hatteras qui causera sa folie ;
- La folie, thème vernien récurrent, qu'on retrouve à travers toute son œuvre et encore trente ans plus tard dans Face au drapeau ;
- Étude ethnographique des peuples dits « hyperboréens », les Inuits ;
- La dure survie dans un environnement extrême : lutte contre le froid, la neige, la photokératite et les ours polaires ;
- L'anthropophagie des membres de l'expédition Franklin fuyant vers le Sud, confirmée par des études récentes sur leurs ossements[4],[5]. Jules Verne a pris au sérieux les témoignages recueillis auprès des Inuits par le docteur John Rae, alors qu'ils étaient contestés par Charles Dickens.

## Liste des personnages
- Altamont
- Bell
- Lieutenant Bellot
- Bolton
- Brunton
- Captain Dog
- Docteur Clawbonny
- Clifton
- Maître Cornhill
- Duk
- Foker
- Garry
- Grinnel
- Gripper
- Capitaine John Hatteras, connu sous le pseudonyme de K. Z.
- Johnson
- Docteur Kane
- Pen
- Plower
- Richard Shandon
- Simpson
- Strong
- James Wall
- Waren
- Wolsten

## Citations
« Le Français disait devant lui avec ce qu'il supposait être de la politesse, et même de l'amabilité : « Si je n'étais Français, je voudrais être Anglais. » « Si je n'étais Anglais, moi, répondit Hatteras, je voudrais être Anglais. »

## Adaptation théâtrale
Vers 1871, Jules Verne envisage une adaptation théâtrale des Aventures du capitaine Hatteras sous le titre : Le Pôle Nord.